# Пенькі (гміна Котунь)
Пенькі (пол. Pieńki) — село в Польщі, у гміні Котунь Седлецького повіту Мазовецького воєводства.
Населення — 129 осіб (2011).
У 1975-1998 роках село належало до Седлецького воєводства.

## Демографія
Демографічна структура станом на 31 березня 2011 року:
|          | Загалом | Допрацездатний вік | Працездатний вік | Постпрацездатний вік |
| -------- | ------- | ------------------ | ---------------- | -------------------- |
| Чоловіки | 60      | 12                 | 36               | 12                   |
| Жінки    | 69      | 10                 | 40               | 19                   |
| Разом    | 129     | 22                 | 76               | 31                   |